# Ban Chấp hành Trung ương Đảng Cộng sản Việt Nam khóa VI
Đại hội Đại biểu toàn quốc lần thứ 6 của Đảng Cộng sản Việt Nam (15-18/12/1986) đã bầu ra Ban Chấp hành Trung ương khóa VI (1986-1991) gồm 124 ủy viên chính thức và 49 ủy viên dự khuyết. Sau đó, Ban Chấp hành Trung ương bầu ra 13 ủy viên chính thức và 1 ủy viên dự khuyết Bộ Chính trị.

## Các Hội nghị
| Hội nghị TW lần thứ | Bắt đầu-Kết thúc | Thời gian | Nội dung chính |
| ------------------- | ---------------- | --------- | --- |
| 1                   | 17/12/1986       | 1 ngày    | Bầu Bộ Chính trị gồm có 13 uỷ viên chính thức và một số uỷ viên dự khuyết. Nguyễn Văn Linh là Tổng Bí thư của Đảng. Trường Chinh, Phạm Văn Đồng và Lê Đức Thọ được giao trách nhiệm làm Cố vấn Ban Chấp hành Trung ương Đảng. |
| 2                   | 4/1987           | -         | Hội nghị quyết định phương hướng giải quyết vấn đề lưu thông phân phối là phải nắm vững mục tiêu giảm tỷ lệ bội chi ngân sách, giảm nhịp độ tăng giá, giảm tốc độ lạm phát, giảm khó khăn về đời sống của nhân dân trên cơ sở xoá bỏ chế độ tập trung quan liêu bao cấp, chuyển các hoạt động kinh tế sang hạch toán kinh doanh xã hội chủ nghĩa, nâng cao vai trò chủ đạo của nền kinh tế quốc doanh, phát huy khả năng tích cực của các thành phần kinh tế khác, mở rộng giao lưu hàng hoá, giải phóng sức sản xuất. |
| 3                   | 8/1987           | -         | Hội nghị xác định đổi mới cơ chế quản lý kinh tế là một yêu cầu bức thiết, một bộ phận cấu thành quan trọng nhất trong toàn bộ hoạt động trên lĩnh vực kinh tế của Đảng |
| 4                   | 12/1987          | -         | Hội nghị quyết định về phương hướng, nhiệm vụ phát triển kinh tế - xã hội trong ba năm (1988-1990). Mục tiêu phấn đấu của kế hoạch ba năm còn lại là phải thực hiện cho bằng được việc ổn định một bước quan trọng tình hình kinh tế - xã hội. Điều kiện quyết định là phát triển mạnh mẽ sản xuất hàng hoá, nâng cao năng suất, chất lượng và hiệu quả, trước hết tập trung sức thực hiện ba chương trình kinh tế lớn, đặc biệt là chương trình lương thực - thực phẩm. |
| 5                   | 6/1988           | -         | Hội nghị bàn về công tác xây dựng Đảng theo phương hướng Đại hội VI của Đảng là phải đổi mới tư duy, đổi mới tổ chức, đổi mới đội ngũ cán bộ, đổi mới phong cách lãnh đạo và nâng cao giác ngộ, bồi dưỡng lý tưởng, kiến thức và năng lực lãnh đạo; mở rộng dân chủ đi đôi với tăng cường kỷ luật trong Đảng. |
| 6                   | 3/1989           | -         | Hội nghị phân tích những nguyên nhân làm cho tình hình kinh tế - xã hội chậm được khắc phục, và quyết định phương hướng lớn chỉ đạo công cuộc đổi mới đi vào chiều sâu và nêu lên sáu nguyên tắc cơ bản phải được quán triệt trong quá trình đổi mới. |
| 7                   | 8/1989           | -         | Hội nghị quyết nghị một số vấn đề cấp bách về công tác tư tưởng trước tình hình trong nước và quốc tế |
| 8                   | 3/1990           | -         | Hội nghị tập trung bàn chuyên đề về Đổi mới công tác quần chúng của Đảng, tăng cường mối quan hệ giữa Đảng và nhân dân nhằm giải quyết một vấn đề có tính chất cơ bản và cấp bách, vừa phục vụ trực tiếp sự nghiệp đổi mới ở nước ta, vừa góp phần bảo vệ chủ nghĩa xã hội. Hội nghị cũng đã thảo luận và Nghị quyết về Tình hình các nước xã hội chủ nghĩa, sự phá hoại của chủ nghĩa đế quốc và nhiệm vụ cấp bách của Đảng ta. Hội nghị cũng đã quyết định cách chức một uỷ viên Bộ Chính trị, Bí thư Trung ương Đảng, uỷ viên Ban Chấp hành Trung ương Đảng vì đã vi phạm nghiêm trọng nguyên tắc tổ chức và kỷ luật của Đảng, gây ra nhiều hậu quả xấu. |
| 9                   | 8/1990           | -         | Hội nghị thảo luận về bản Dự thảo Cương lĩnh xây dựng chủ nghĩa xã hội trong thời kỳ quá độ và bản Dự thảo Chiến lược ổn định và phát triển kinh tế - xã hội của nước ta đến năm 2000 và phương hướng chủ yếu kế hoạch năm năm (1991 - 1995). Hội nghị bàn một số vấn đề kinh tế - xã hội cấp bách, với tư tưởng chỉ đạo là kiên định thực hiện chủ trương đổi mới cơ chế quản lý kinh tế; nêu cao tinh thần độc lập tự chủ, tự lực, tự cường đi đôi với mở rộng quan hệ quốc tế; xây dựng ý chí làm cho dân giàu, nước mạnh, chủ động có những phương án khác nhau để thích ứng với tình hình mới; nêu cao ý thức tiết kiệm xây dựng đất nước; thống nhất ý chí và hành động, nêu cao ý thức tổ chức kỷ luật, giữ vững kỷ cương, tôn trọng luật pháp trong các hoạt động kinh tế - xã hội. |
| 10                  | 11/1990          | -         | Hội nghị thảo luận và thông qua nghị quyết về Phương hướng chỉ đạo kế hoạch phát triển kinh tế - xã hội năm 1991, và nghị quyết về Dự thảo báo cáo xây dựng đảng và sửa đổi Điều lệ Đảng và Dự thảo Điều lệ Đảng (sửa đổi) để trình Đại hội lần thứ VII của Đảng. Hội nghị thảo luận và nhất trí về đánh giá tình hình thực hiện kế hoạch nhà nước năm 1990 và xác định phương hướng, mục tiêu kế hoạch nhà nước năm 1991. |
| 11                  | 1/1991           | -         | Hội nghị góp ý kiến về Dự thảo Báo cáo chính trị tại Đại hội đại biểu toàn quốc lần thứ VII của Đảng. |
| 12                  | 5/1991           | -         | Hội nghị bàn những công việc chuẩn bị cho Đại hội đại biểu toàn quốc lần thứ thứ VII của Đảng. Quyết định triệu tập Đại hội đại biểu toàn quốc lần thứ VII của Đảng họp tháng 6-1991. |
| 13                  | 16/6/1991        | -         | Hội nghị họp để hoàn tất công việc chuẩn bị nhân sự và các vấn đề đưa ra trình Đại hội VII. |

## Cố vấn Ban Chấp hành Trung ương
Ngày 17/12/1986, tại phiên họp toàn thể của Đại hội Đảng, Đại hội đã thống nhất thông qua danh sách ủy viên Cố vấn.
Các ủy viên Cố vấn có nhiệm vụ sau: 
- Tham gia ý kiến với Bộ Chính trị và Ban Chấp hành Trung ương về các vấn đề có tính chiến lược về kinh tế - xã hội, quốc phòng, an ninh, đối ngoại, v.v..
- Tùy tình hình cụ thể, Bộ Chính trị yêu cầu các ủy viên Cố vấn tham gia ý kiến vào một số vấn đề cần thiết; khi xét có vấn đề quan trọng thì các ủy viên Cố vấn chủ động đề xuất với Bộ Chính trị.
- Các ủy viên Cố vấn được sự ủy nhiệm của Bộ Chính trị giải quyết vấn đề cụ thể nhất định.
- Các ủy viên Cố vấn được mời dự Hội nghị Ban Chấp hành Trung ương và Hội nghị Bộ Chính trị khi cần thiết.

Các ủy viên Cố vấn được yêu cầu các cấp ủy Đảng, các ban, ngành trực tiếp báo cáo và cung cấp thông tin.
Văn phòng Trung ương Đảng và các cơ quan có liên quan cung cấp thường xuyên những tài liệu cần thiết.
Phương thức làm việc chủ yếu dựa vào Văn phòng Trung ương Đảng và các ban của Trung ương, không có bộ máy riêng.
Cố vấn Ban Chấp hành Trung ương khóa VI gồm các Ủy viên sau:
| Cố vấn        | Chức vụ trước đây           | Nhiệm kỳ              | Ghi Chú                |
| ------------- | --------------------------- | --------------------- | ---------------------- |
| Trường Chinh  | Tổng Bí thư                 | 18/12/1986-30/9/1988  | Mất khi đang tại nhiệm |
| Lê Đức Thọ    | Ủy viên Bộ chính trị        | 18/12/1986-13/10/1990 | Mất khi đang tại nhiệm |
| Phạm Văn Đồng | Chủ tịch Hội đồng Bộ trưởng | 18/12/1986-27/6/1991  |                        |

## Ủy viên chính thức
| - Ủy viên Bộ Chính trị - Ủy viên dự khuyết Bộ Chính trị - Bí thư Trung ương Đảng | - Ủy viên Trung ương Đảng - Ủy viên Dự khuyết Trung ương Đảng |

| STT | Họ tên               | Chức vụ khi được bầu                                   | Chức vụ khi được bầu                                                                     | Chức vụ đảm nhiệm | Chức vụ đảm nhiệm                                                                 | Chức vụ đảm nhiệm | Ghi chú                              |
| STT | Họ tên               | Chức vụ khi được bầu                                   | Chức vụ khi được bầu                                                                     | Chức vụ           | Chức vụ                                                                           | Nhiệm kỳ          | Ghi chú                              |
| --- | -------------------- | ------------------------------------------------------ | ---------------------------------------------------------------------------------------- | ----------------- | --------------------------------------------------------------------------------- | ----------------- | ------------------------------------ |
| 1   | Nguyễn Văn An        |                                                        | Bí thư Tỉnh uỷ Hà Nam Ninh                                                               |                   | Phó Trưởng ban Tổ chức Trung ương Đảng                                            | 9/1987-6/1991     |                                      |
| 2   | Lê Đức Anh           |                                                        | Thứ trưởng Bộ Quốc phòng                                                                 |                   | Thứ trưởng Bộ Quốc phòng Tổng Tham mưu trưởng Quân đội nhân dân Việt Nam          | 12/1986-2/1987    |                                      |
| 2   | Lê Đức Anh           | Bộ trưởng Bộ Quốc phòng                                | Thứ trưởng Bộ Quốc phòng                                                                 | 2/1987-6/1991     |                                                                                   |                   |                                      |
| 3   | Trần Xuân Bách       |                                                        | Chánh Văn phòng Trung ương Đảng                                                          |                   | Bí thư Trung ương Đảng phụ trách nghiên cứu lý luận                               | 12/1986-3/1990    | Miễn nhiệm                           |
| 3   | Trần Xuân Bách       |                                                        | Chánh Văn phòng Trung ương Đảng                                                          |                   | Bí thư Trung ương Đảng phụ trách nghiên cứu lý luận                               | 12/1986-3/1990    | Miễn nhiệm                           |
| 4   | Phạm Bái             |                                                        | Phó trưởng đoàn chuyên gia Trung ương tại Campuchia                                      |                   | Ủy viên Hội đồng Nhà nước Chủ tịch Ban Chấp hành Trung ương Hội Nông dân Việt Nam | 11/1987-6/1991    |                                      |
| 5   | Nguyễn Thanh Bình    |                                                        | Bí thư Thành ủy Hà Nội                                                                   |                   | Thường trực Ban Bí thư Trung ương Đảng                                            | 10/1988-6/1991    | Bí thư Trung ương Đảng từ 10/1988    |
| 5   | Nguyễn Thanh Bình    |                                                        | Bí thư Thành ủy Hà Nội                                                                   |                   | Thường trực Ban Bí thư Trung ương Đảng                                            | 10/1988-6/1991    | Bí thư Trung ương Đảng từ 10/1988    |
| 6   | Nguyễn Đức Bình      |                                                        | Hiệu trưởng Học viện Khoa học Xã hội Nguyễn Ái Quốc                                      |                   | Hiệu trưởng Học viện Khoa học Xã hội Nguyễn Ái Quốc                               | 12/1986-6/1991    |                                      |
| 7   | Lê Đức Bình          |                                                        | Bí thư Tỉnh ủy Hải Hưng                                                                  |                   | Bí thư Tỉnh ủy Hải Hưng                                                           | 12/1986-6/1991    |                                      |
| 8   | Nguyễn Thới Bưng     |                                                        | Tư lệnh Quân khu 9                                                                       |                   | Tư lệnh Quân khu 7                                                                | 1/1988-10/1989    |                                      |
| 8   | Nguyễn Thới Bưng     | Phó Tổng Tham mưu trưởng Quân đội nhân dân Việt Nam    | Tư lệnh Quân khu 9                                                                       | 10/1989-6/1991    |                                                                                   |                   |                                      |
| 9   | Hoàng Cầm            |                                                        | Tư lệnh Quân khu 4                                                                       |                   | Tổng Thanh tra Quân đội                                                           | 9/1987-6/1991     |                                      |
| 10  | Nguyễn Mạnh Cầm      |                                                        | Thứ trưởng Bộ Ngoại thương                                                               |                   | Đại sứ đặc mệnh toàn quyền Việt Nam tại Liên Xô                                   | 1/1987-6/1991     |                                      |
| 11  | Nguyễn Kỳ Cẩm        |                                                        | Bí thư Tỉnh ủy Nghệ Tĩnh                                                                 |                   | Bộ trưởng Bộ Lao động, Thương binh và Xã hội                                      | 2/1987-4/1989     |                                      |
| 11  | Nguyễn Kỳ Cẩm        | Chủ nhiệm Ủy ban Thanh tra Nhà nước                    | Bí thư Tỉnh ủy Nghệ Tĩnh                                                                 | 4/1989-4/1990     |                                                                                   |                   |                                      |
| 11  | Nguyễn Kỳ Cẩm        | Tổng Thanh tra Nhà nước                                | Bí thư Tỉnh ủy Nghệ Tĩnh                                                                 | 4/1990-6/1991     |                                                                                   |                   |                                      |
| 12  | Huỳnh Văn Cần        |                                                        | Bí thư Tỉnh ủy Đắk Lắk                                                                   |                   | Bí thư Tỉnh ủy Đắk Lắk                                                            | 12/1986-6/1991    |                                      |
| 13  | Võ Chí Công          |                                                        | Phó Chủ tịch Hội đồng Bộ trưởng                                                          |                   | Chủ tịch Hội đồng Nhà nước Chủ tịch Hội đồng Quốc phòng                           | 2/1987-6/1991     |                                      |
| 13  | Võ Chí Công          |                                                        | Phó Chủ tịch Hội đồng Bộ trưởng                                                          |                   | Chủ tịch Hội đồng Nhà nước Chủ tịch Hội đồng Quốc phòng                           | 2/1987-6/1991     |                                      |
| 14  | Nguyễn Minh Châu     |                                                        | Tư lệnh Quân khu 7                                                                       |                   | Phó Tổng Thanh tra Quân đội                                                       | 1/1988-6/1991     |                                      |
| 15  | Lữ Minh Châu         |                                                        | Tổng Giám đốc Ngân hàng Nhà nước Việt Nam                                                |                   | Phó Chủ nhiệm Ủy ban Hợp tác Đầu tư với Nước ngoài                                | 4/1989-6/1991     |                                      |
| 16  | Nguyễn Văn Chi       |                                                        | Bí thư Tỉnh ủy Quảng Nam - Đà Nẵng                                                       |                   | Bí thư Tỉnh ủy Quảng Nam - Đà Nẵng                                                | 12/1986-6/1991    |                                      |
| 17  | Võ Trần Chí          |                                                        | Bí thư Thành ủy Thành phố Hồ Chí Minh                                                    |                   | Bí thư Thành ủy Thành phố Hồ Chí Minh                                             | 12/1986-6/1991    |                                      |
| 18  | Đỗ Chính             |                                                        | Phó Trưởng ban thứ nhất Ban Kinh tế Trung ương                                           |                   | Trưởng ban Kinh tế Trung ương                                                     | 12/1989-6/1991    |                                      |
| 19  | Nguyễn Văn Chính     |                                                        | Bộ trưởng Bộ Lương thực                                                                  |                   | Phó Chủ tịch Hội đồng Bộ trưởng Chủ nhiệm Ủy ban Thanh tra Nhà nước               | 2/1987-5/1988     |                                      |
| 19  | Nguyễn Văn Chính     | Phó Trưởng ban thứ nhất Ban Tổ chức Trung ương         | Bộ trưởng Bộ Lương thực                                                                  | 5/1988-6/1991     |                                                                                   |                   |                                      |
| 20  | Cao Đăng Chiếm       |                                                        | Thứ trưởng Bộ Nội vụ                                                                     |                   | Thứ trưởng Thường trực Bộ Nội vụ                                                  | 12/1986-6/1991    |                                      |
| 21  | Nguyễn Chơn          |                                                        | Tư lệnh Quân khu 5                                                                       |                   | Thứ trưởng Bộ Quốc phòng Phó Tổng Tham mưu truởng Quân đội nhân dân Việt Nam      | 11/1987-6/1991    |                                      |
| 22  | Nguyễn Huy Chương    |                                                        | Bí thư Quân khu ủy Quân khu 5                                                            |                   | Bí thư Quân khu ủy Quân khu 5                                                     | 12/1986-6/1991    |                                      |
| 23  | Nguyễn Cảnh Dinh     |                                                        | Bộ trưởng Bộ Thủy lợi                                                                    |                   | Bộ trưởng Bộ Thủy lợi                                                             | 12/1986-6/1991    |                                      |
| 24  | Phạm Đình Dy         |                                                        | Bí thư Tỉnh ủy Hà Tuyên                                                                  |                   | Bí thư Tỉnh ủy Hà Tuyên                                                           | 12/1986-6/1991    |                                      |
| 25  | Lê Văn Dỹ            |                                                        | Tổng cục trưởng Tổng cục hóa chất                                                        |                   | Thứ trưởng thứ nhất Bộ Công nghiệp nặng                                           | 2/1987-6/1991     |                                      |
| 26  | Văn Tiến Dũng        |                                                        | Bộ trưởng Bộ Quốc phòng                                                                  |                   | Trưởng ban Biên soạn Tổng kết chiến tranh                                         | 2/1987-6/1991     |                                      |
| 27  | Phạm Thế Duyệt       |                                                        | Tổng Thư ký Tổng Công đoàn Việt Nam                                                      |                   | Tổng Thư ký Tổng Công đoàn Việt Nam Chủ tịch Tổng Công đoàn Việt Nam              | 2/1987-10/1988    |                                      |
| 27  | Phạm Thế Duyệt       | Bí thư Thành ủy Hà Nội                                 | Tổng Thư ký Tổng Công đoàn Việt Nam                                                      | 10/1988-6/1991    |                                                                                   |                   |                                      |
| 28  | Lê Quang Đạo         |                                                        | Trưởng ban Khoa giáo Trung ương                                                          |                   | Chủ tịch Quốc hội Phó Chủ tịch Hội đồng Nhà nước                                  | 2/1987-6/1991     |                                      |
| 29  | Trần Hữu Đắc         |                                                        | Phó Chủ nhiệm Ủy ban Kiểm tra Trung ương Ðảng                                            |                   | Phó Chủ nhiệm Ủy ban Kiểm tra Trung ương Ðảng                                     | 12/1986-6/1991    |                                      |
| 30  | Nguyễn Thị Định      |                                                        | Chủ tịch Hội Liên hiệp Phụ nữ Việt Nam                                                   |                   | Phó Chủ tịch Hội đồng Nhà nước Chủ tịch Hội Liên hiệp Phụ nữ Việt Nam             | 2/1987-6/1991     |                                      |
| 31  | Trần Độ              |                                                        | Phó trưởng ban Ban Tuyên huấn Trung ương                                                 |                   | Trưởng ban Ban Văn hoá Văn nghệ Trung ương                                        | 12/1986-6/1991    |                                      |
| 32  | Trần Đông            |                                                        | Thứ trưởng Bộ Nội vụ                                                                     |                   | Thứ trưởng thứ nhất Bộ Tư pháp                                                    | 2/1987-6/1991     |                                      |
| 33  | Nguyễn Văn Đức       |                                                        | Thứ trưởng Bộ Nội vụ                                                                     |                   | Thứ trưởng Bộ Nội vụ                                                              | 12/1986-6/1991    |                                      |
| 34  | Võ Nguyên Giáp       |                                                        | Phó Chủ tịch Hội đồng Bộ trưởng                                                          |                   | Phó Chủ tịch Hội đồng Bộ trưởng                                                   | 12/1986-6/1991    |                                      |
| 35  | Hồng Hà              |                                                        | Tổng biên tập Báo Nhân dân                                                               |                   | Chánh Văn phòng Trung ương Đảng                                                   | 2/1987-6/1991     |                                      |
| 36  | Vũ Ngọc Hải          |                                                        | Thứ trưởng Bộ Điện lực                                                                   |                   | Bộ trưởng Bộ Năng lượng Việt Nam                                                  | 2/1987-6/1991     |                                      |
| 37  | Nguyễn Thị Hằng      |                                                        | Thứ trưởng Bộ Lao động, Thương binh và Xã hội                                            |                   | Thứ trưởng Bộ Lao động, Thương binh và Xã hội                                     | 12/1986-6/1991    |                                      |
| 38  | Cù Thị Hậu           |                                                        | Chủ nhiệm Uỷ ban Kiểm tra Tổng Công đoàn Việt Nam                                        |                   | Phó Chủ tịch thường trực Tổng Công đoàn Việt Nam                                  | 2/1988-6/1991     |                                      |
| 39  | Phạm Văn Hy          |                                                        | Bí thư Tỉnh ủy Đồng Nai                                                                  |                   | Bí thư Tỉnh ủy Đồng Nai                                                           | 12/1986-6/1991    |                                      |
| 40  | Lê Ngọc Hiền         |                                                        | Phó tổng Tham mưu trưởng Quân đội Nhân dân Việt Nam                                      |                   | Phó tổng Tham mưu trưởng Quân đội Nhân dân Việt Nam                               | 12/1986-6/1991    |                                      |
| 41  | Nguyễn Văn Hiệu      |                                                        | Viện trưởng Viện Khoa học và công nghệ Việt Nam                                          |                   | Viện trưởng Viện Khoa học và công nghệ Việt Nam                                   | 12/1986-6/1991    |                                      |
| 42  | Nguyễn Hòa           |                                                        | Tổng cục trưởng kiêm Bí thư Đảng ủy Tổng cục dầu khí                                     |                   | Ủy viên Ủy ban Kinh tế, Kế hoạch và Ngân sách của Quốc hội                        | 8/1988-6/1991     |                                      |
| 43  | Hà Trọng Hoà         |                                                        | Bí thư Tỉnh ủy Thanh Hóa                                                                 |                   | Bí thư Tỉnh ủy Thanh Hóa                                                          | 12/1986-3/1988    | Miễn nhiệm                           |
| 44  | Trần Hoàn            |                                                        | Phó Bí thư Thành ủy Hà Nội                                                               |                   | Bộ trưởng Bộ Thông tin                                                            | 2/1987-6/1991     |                                      |
| 45  | Vũ Tuyên Hoàng       |                                                        | Viện trưởng Viện cây lương thực và cây thực phẩm                                         |                   | Thứ trưởng Bộ Nông nghiệp                                                         | 5/1989-6/1991     |                                      |
| 46  | Vũ Thị Hồng          |                                                        | Phó Chủ nhiệm Ủy ban Kiểm tra Trung ương Ðảng                                            |                   | Phó Chủ nhiệm Ủy ban Kiểm tra Trung ương Ðảng                                     | 12/1986-6/1991    |                                      |
| 47  | Nguyễn Văn Hơn       |                                                        | Bí thư Tỉnh ủy An Giang                                                                  |                   | Bí thư Tỉnh ủy An Giang                                                           | 12/1986-6/1991    |                                      |
| 48  | Phạm Hùng            |                                                        | Phó Chủ tịch Hội đồng Bộ trưởng Bộ trưởng Bộ Nội vụ                                      |                   | Chủ tịch Hội đồng Bộ trưởng                                                       | 2/1987-3/1988     | Mất khi đang tại nhiệm               |
| 49  | Hà Thiết Hùng        |                                                        | Bí thư Tỉnh ủy Hoàng Liên Sơn                                                            |                   | Bí thư Tỉnh ủy Hoàng Liên Sơn                                                     | 12/1986-6/1991    |                                      |
| 50  | Phạm Hưng            |                                                        | Chánh án Tòa án Nhân dân Tối cao                                                         |                   | Chánh án Tòa án Nhân dân Tối cao                                                  | 12/1986-6/1991    |                                      |
| 51  | Trần Quốc Hương      |                                                        | Trưởng ban Nội chính Trung ương                                                          |                   | Trưởng ban Nội chính Trung ương                                                   | 12/1986-6/1991    |                                      |
| 52  | Nguyễn Đình Hương    |                                                        | Phó Trưởng Ban Tổ chức Trung ương                                                        |                   | Phó Trưởng Ban Tổ chức Trung ương                                                 | 12/1986-6/1991    |                                      |
| 53  | Đặng Hữu             |                                                        | Chủ nhiệm Ủy ban Khoa học và Kỹ thuật Nhà nước                                           |                   | Chủ nhiệm Ủy ban Khoa học Nhà nước                                                | 3/1990-6/1991     |                                      |
| 54  | Nguyễn Xuân Hữu      |                                                        | Bí thư Tỉnh ủy tỉnh Phú Khánh                                                            |                   | Bí thư Tỉnh ủy tỉnh Phú Khánh                                                     | 12/1986-10/1989   | Mất khi đang tại nhiệm               |
| 55  | Trần Kiên            |                                                        | Chủ nhiệm Ủy ban Kiểm tra Trung ương Đảng                                                |                   | Chủ nhiệm Ủy ban Kiểm tra Trung ương Đảng                                         | 12/1986-6/1991    |                                      |
| 56  | Võ Văn Kiệt          |                                                        | Phó Chủ tịch Hội đồng Bộ trưởng                                                          |                   | Phó Chủ tịch Hội đồng Bộ trưởng                                                   | 12/1986-6/1991    |                                      |
| 57  | Lê Văn Kiến          |                                                        | Phó Chủ nhiệm Ủy ban Kiểm tra trung ương                                                 |                   | Phó Chủ nhiệm Ủy ban Kiểm tra trung ương                                          | 12/1986-6/1991    |                                      |
| 58  | Nguyễn Khánh         |                                                        | Chánh Văn phòng Trung ương Đảng                                                          |                   | Phó Chủ tịch Hội đồng Bộ trưởng                                                   | 2/1987-6/1991     |                                      |
| 59  | Nguyễn Nam Khánh     |                                                        | Phó Chủ nhiệm Tổng cục chính trị Quân đội nhân dân Việt Nam                              |                   | Phó Chủ nhiệm Tổng cục chính trị Quân đội nhân dân Việt Nam                       | 12/1986-6/1991    |                                      |
| 60  | Phan Văn Khải        |                                                        | Phó Bí thư Thành ủy Thành phố Hồ Chí Minh Chủ tịch Ủy ban nhân dân Thành phố Hồ Chí Minh |                   | Chủ nhiệm Ủy ban Kế hoạch nhà nước                                                | 4/1989-6/1991     |                                      |
| 61  | Đoàn Khuê            |                                                        | Thứ trưởng Bộ Quốc phòng kiêm Tư lệnh Bộ tư lệnh 719                                     |                   | Thứ trưởng Bộ Quốc phòng kiêm Tổng Tham mưu trưởng Quân đội Nhân dân Việt Nam     | 2/1987-6/1991     |                                      |
| 62  | Trịnh Văn Lâu        |                                                        | Bí thư Tỉnh ủy Vĩnh Long                                                                 |                   | Bí thư Tỉnh ủy Vĩnh Long                                                          | 12/1986-6/1991    |                                      |
| 63  | Vũ Lập               |                                                        | Tư lệnh Quân khu 2                                                                       |                   | Tư lệnh Quân khu 2                                                                | 12/1986-7/1987    | Mất khi đang tại nhiệm               |
| 64  | Nguyễn Văn Linh      |                                                        | Thường trực Ban Bí thư                                                                   |                   | Tổng Bí thư Ban Chấp hành Trung ương Đảng                                         | 12/1986-6/1991    |                                      |
| 65  | Nguyễn Thị Ngọc Liên |                                                        | Phó bí thư Tỉnh ủy Đồng Nai                                                              |                   | Bí thư Tỉnh ủy Đồng Nai                                                           | 3/1987-8/1989     |                                      |
| 65  | Nguyễn Thị Ngọc Liên | Phó tổng cục trưởng Tổng cục Du lịch Việt Nam          | Phó bí thư Tỉnh ủy Đồng Nai                                                              | 1/1990-6/1991     |                                                                                   |                   |                                      |
| 66  | Đinh Nho Liêm        |                                                        | Thứ trưởng Thứ nhất Bộ Ngoại giao                                                        |                   | Thứ trưởng Thứ nhất Bộ Ngoại giao                                                 | 12/1986-6/1991    |                                      |
| 67  | Phan Thanh Liêm      |                                                        | Thứ trưởng Bộ Cơ khí và Luyện kim                                                        |                   | Bộ trưởng Bộ Cơ khí và Luyện kim                                                  | 2/1987-6/1991     |                                      |
| 68  | Phạm Tâm Long        |                                                        | Giám đốc Công an Thành phố Hà Nội                                                        |                   | Thứ trưởng Bộ Nội vụ                                                              | 2/1988-6/1991     |                                      |
| 69  | Đào Đình Luyện       |                                                        | Phó Tổng Tham mưu trưởng Quân đội Nhân dân Việt Nam                                      |                   | Thứ trưởng Bộ Quốc phòng kiêm Chủ nhiệm Tổng cục Kỹ thuật                         | 4/1989-6/1991     |                                      |
| 70  | Trần Đức Lương       |                                                        | Chủ nhiệm Ủy ban khoa học và kỹ thuật của Quốc hội                                       |                   | Phó Chủ tịch Hội đồng Bộ trưởng                                                   | 2/1987-6/1991     |                                      |
| 71  | Bùi Danh Lưu         |                                                        | Bộ trưởng Bộ Giao thông Vận tải                                                          |                   | Bộ trưởng Bộ Giao thông Vận tải                                                   | 12/1986-6/1991    |                                      |
| 72  | Vũ Mão               |                                                        | Bí thư thứ nhất Trung ương Đoàn Thanh niên Cộng sản Hồ Chí Minh                          |                   | Chủ nhiệm Văn phòng Quốc hội và Hội đồng Nhà nước                                 | 12/1987-6/1991    |                                      |
| 73  | Hoàng Trường Minh    |                                                        | Trưởng Ban Dân tộc Trung ương                                                            |                   | Phó Chủ tịch Quốc hội Trưởng Ban Dân tộc Trung ương                               | 12/1986-10/1989   | Mất khi đang tại nhiệm               |
| 74  | Y Một (Y Pah)        |                                                        | Phó Chủ tịch Quốc hội                                                                    |                   | Ủy viên Ban Chấp hành Trung ương Hội Liên hiệp Phụ nữ Việt Nam                    | 2/1987-6/1991     |                                      |
| 75  | Đỗ Mười              |                                                        | Thường trực Ban Bí thư                                                                   |                   | Chủ tịch Hội đồng Bộ trưởng                                                       | 6/1988-6/1991     |                                      |
| 76  | Huỳnh Văn Niềm       |                                                        | Bí thư Tỉnh ủy Tiền Giang                                                                |                   | Bí thư Tỉnh ủy Tiền Giang                                                         | 12/1986-6/1991    |                                      |
| 77  | Nguyễn Niệm          |                                                        | Bí thư tỉnh ủy Lai Châu                                                                  |                   | Bí thư tỉnh ủy Lai Châu                                                           | 12/1986-6/1991    |                                      |
| 78  | Bùi Thiện Ngộ        |                                                        | Thứ trưởng Bộ Nội vụ                                                                     |                   | Thứ trưởng Thường trực Bộ Nội vụ                                                  | 2/1987-6/1991     |                                      |
| 79  | Đàm Văn Ngụy         |                                                        | Phó Tư lệnh Quân khu I                                                                   |                   | Tư lệnh Quân khu I                                                                | 4/1987-6/1991     |                                      |
| 80  | Đồng Sĩ Nguyên       |                                                        | Phó Chủ tịch Hội đồng Bộ trưởng                                                          |                   | Phó Chủ tịch Hội đồng Bộ trưởng                                                   | 12/1986-6/1991    |                                      |
| 81  | Lê Thanh Nhàn        |                                                        | Bí thư Tỉnh ủy Hậu Giang                                                                 |                   | Bí thư Tỉnh ủy Hậu Giang                                                          | 12/1986-6/1991    |                                      |
| 82  | Vũ Oanh              |                                                        | Trưởng Ban Dân vận Trung ương                                                            |                   | Chủ nhiệm Ủy ban Kinh tế, Kế hoạch và Ngân sách của Quốc hội                      | 2/1987-6/1991     |                                      |
| 83  | Tráng A Pao          |                                                        | Phó chủ tịch Ủy ban Nhân dân tỉnh Hoàng Liên Sơn                                         |                   | Chủ tịch Hội đồng Nhân dân tỉnh Hoàng Liên Sơn                                    | 1/1990-6/1991     |                                      |
| 84  | Trần Văn Phác        |                                                        | Thứ trưởng Bộ Văn hóa                                                                    |                   | Bộ trưởng Bộ Văn hóa                                                              | 2/1987-3/1990     |                                      |
| 85  | Nguyễn Thanh Quất    |                                                        | Bí thư tỉnh ủy Hà Bắc                                                                    |                   | Bí thư tỉnh ủy Hà Bắc                                                             | 12/1986-6/1991    |                                      |
| 86  | Hoàng Quy            |                                                        | Phó Chủ nhiệm thứ nhất Ủy ban Kế hoạch Nhà nước                                          |                   | Bộ trưởng bộ Tài chính                                                            | 2/1987-6/1991     |                                      |
| 87  | Nguyễn Quyết         |                                                        | Phó chủ nhiệm Tổng cục Chính trị                                                         |                   | Phó Chủ tịch Hội đồng Nhà nước Chủ nhiệm Tổng cục Chính trị                       | 2/1987-6/1991     |                                      |
| 88  | Trần Quyết           |                                                        | Thứ trưởng Bộ Nội vụ                                                                     |                   | Viện trưởng Viện Kiểm sát Nhân dân Tối cao                                        | 2/1987-6/1991     |                                      |
| 89  | Nguyễn Văn Sỹ        |                                                        | Bí thư Tỉnh ủy Gia Lai-Kon Tum                                                           |                   | Bí thư Tỉnh ủy Gia Lai-Kon Tum                                                    | 12/1986-6/1991    |                                      |
| 90  | Nguyễn Đình Sở       |                                                        | Bí thư Tỉnh ủy Hà Sơn Bình                                                               |                   | Bí thư Tỉnh ủy Hà Sơn Bình                                                        | 12/1986-6/1991    |                                      |
| 91  | Hoàng Bích Sơn       |                                                        | Thứ trưởng Bộ Ngoại giao                                                                 |                   | Trưởng ban Đối ngoại Trung ương                                                   | 12/1986-6/1991    |                                      |
| 92  | Nguyễn Công Tạn      |                                                        | Phó Bí thư Thành ủy Hà Nội                                                               |                   | Bộ trưởng Bộ Nông nghiệp và Công nghiệp Thực phẩm                                 | 2/1987-6/1991     |                                      |
| 93  | Phan Minh Tánh       |                                                        | Phó Bí thư Thành ủy Thành phố Hồ Chí Minh                                                |                   | Trưởng Ban Dân vận Trung ương                                                     | 1/1987-6/1991     |                                      |
| 94  | Trần Trọng Tân       |                                                        | Phó trưởng Ban Tuyên huấn Trung ương                                                     |                   | Trưởng Ban Tuyên huấn Trung ương                                                  | 2/1987-4/1989     |                                      |
| 94  | Trần Trọng Tân       | Trưởng ban Ban Tư tưởng - Văn hoá Trung ương           | Phó trưởng Ban Tuyên huấn Trung ương                                                     | 4/1989-6/1991     |                                                                                   |                   |                                      |
| 95  | Trần Tấn             |                                                        | Phó Bí thư Thường trực Thành ủy Hà Nội                                                   |                   | Chủ tịch Ủy ban Nhân dân thành phố Hà Nội                                         | 1/1987-2/1990     |                                      |
| 95  | Trần Tấn             | Bí thư Ban Cán sự Đảng ngoài nước                      | Phó Bí thư Thường trực Thành ủy Hà Nội                                                   | 2/1990-6/1991     |                                                                                   |                   |                                      |
| 96  | Nguyễn Đức Tâm       |                                                        | Trưởng ban Tổ chức Trung ương                                                            |                   | Trưởng ban Tổ chức Trung ương                                                     | 12/1986-6/1991    |                                      |
| 96  | Nguyễn Đức Tâm       |                                                        | Trưởng ban Tổ chức Trung ương                                                            |                   | Trưởng ban Tổ chức Trung ương                                                     | 12/1986-6/1991    |                                      |
| 97  | Nguyễn Trung Tín     |                                                        | Bí thư Tỉnh ủy Lâm Đồng                                                                  |                   | Bí thư Tỉnh ủy Bình Định                                                          | 4/1989-6/1991     |                                      |
| 98  | Đào Duy Tùng         |                                                        | Trưởng ban Ban Tuyên huấn Trung ương                                                     |                   | Trưởng ban Ban Tuyên huấn Trung ương                                              | 2/1987-4/1989     | Ủy viên Bộ Chính trị từ tháng 5/1988 |
| 99  | Nguyễn Đình Tứ       |                                                        | Bộ trưởng Bộ Đại học và Trung học chuyên nghiệp                                          |                   | Chủ nhiệm Ủy ban Khoa học, Công nghệ và Môi trường Quốc hội                       | 6/1987-6/1991     |                                      |
| 100 | Phan Ngọc Tường      |                                                        | Bộ trưởng Bộ Xây dựng                                                                    |                   | Bộ trưởng, Trưởng ban Tổ chức Cán bộ Chính phủ Việt Nam                           | 11/1989-6/1991    |                                      |
| 101 | Vương Dương Tường    |                                                        | Bí thư Tỉnh ủy Cao Bằng                                                                  |                   | Bí thư Tỉnh ủy Cao Bằng                                                           | 12/1986-6/1991    |                                      |
| 102 | Võ Viết Thanh        |                                                        | Giám đốc Công an Thành phố Hồ Chí Minh                                                   |                   | Thứ trưởng Bộ Nội vụ                                                              | 2/1987-6/1991     |                                      |
| 103 | Đoàn Duy Thành       |                                                        | Bộ trưởng Bộ Ngoại thương                                                                |                   | Phó Chủ tịch Hội đồng Bộ trưởng                                                   | 2/1987-5/1988     |                                      |
| 103 | Đoàn Duy Thành       | Bộ trưởng Bộ Kinh tế Đối ngoại                         | Bộ trưởng Bộ Ngoại thương                                                                | 3/1988-3/1990     |                                                                                   |                   |                                      |
| 103 | Đoàn Duy Thành       | Viện trưởng Viện Nghiên cứu Quản lý Kinh tế Trung ương | Bộ trưởng Bộ Ngoại thương                                                                | 11/1990-6/1991    |                                                                                   |                   |                                      |
| 104 | Lê Quang Thành       |                                                        | Bí thư Đặc khu ủy Vũng Tàu-Côn Đảo                                                       |                   | Bí thư Đặc khu ủy Vũng Tàu-Côn Đảo                                                | 12/1986-6/1991    |                                      |
| 105 | Nguyễn Cơ Thạch      |                                                        | Bộ trưởng Bộ Ngoại giao                                                                  |                   | Phó Chủ tịch Hội đồng Bộ trưởng, Bộ trưởng Bộ Ngoại giao                          | 2/1987-6/1991     |                                      |
| 106 | La Thăng             |                                                        | Bí thư Tỉnh ủy Lạng Sơn                                                                  |                   | Bí thư Tỉnh ủy Lạng Sơn                                                           | 12/1986-6/1991    |                                      |
| 107 | Hoàng Minh Thắng     |                                                        | Bộ trưởng Bộ Nội thương                                                                  |                   | Bộ trưởng Bộ Thương nghiệp                                                        | 3/1986-6/1991     |                                      |
| 108 | Vũ Thắng             |                                                        | Bí thư Tỉnh ủy Bình Trị Thiên                                                            |                   | Bí thư Tỉnh ủy Bình Trị Thiên                                                     | 12/1986-6/1991    |                                      |
| 109 | Đỗ Quang Thắng       |                                                        | Bí thư Tỉnh ủy Nghĩa Bình                                                                |                   | Bí thư Tỉnh ủy Quảng Ngãi                                                         | 6/1989-6/1991     |                                      |
| 110 | Nguyễn Thị Thân      |                                                        | Chủ nhiệm Uỷ ban các vấn đề xã hội của Quốc hội                                          |                   | Chủ nhiệm Uỷ ban các vấn đề xã hội của Quốc hội                                   | 12/1986-6/1991    |                                      |
| 111 | Lâm Văn Thê          |                                                        | Bí thư Tỉnh ủy Kiên Giang                                                                |                   | Thứ trưởng Bộ Nội vụ, Giám đốc Sở Công an Thành phố Hồ Chí Minh                   | 2/1987-6/1991     |                                      |
| 112 | Đặng Thí             |                                                        | Chủ nhiệm Ủy ban Hợp tác văn hóa với Lào, Campuchia                                      |                   | Chủ nhiệm Ủy ban Hợp tác văn hóa với Lào, Campuchia                               | 12/1986-6/1991    |                                      |
| 113 | Mai Chí Thọ          |                                                        | Thứ trưởng Bộ Nội vụ                                                                     |                   | Bộ trưởng Bộ Nội vụ                                                               | 2/1987-6/1991     |                                      |
| 114 | Lê Phước Thọ         |                                                        | Trưởng ban Nông nghiệp Trung ương                                                        |                   | Phụ trách công tác nông nghiệp trung ương đảng                                    | 5/1988-6/1991     |                                      |
| 115 | Nguyễn Quốc Thước    |                                                        | Tư lệnh, Phó Bí thư Đảng ủy Quân khu 4                                                   |                   | Tư lệnh, Phó Bí thư Đảng ủy Quân khu 4                                            | 12/1986-6/1991    |                                      |
| 116 | Nguyễn Ngọc Trìu     |                                                        | Bộ trưởng Bộ Nông nghiệp                                                                 |                   | Phó Chủ tịch Hội đồng Bộ trưởng                                                   | 2/1987-5/1988     |                                      |
| 116 | Nguyễn Ngọc Trìu     | Trưởng ban Nông nghiệp Trung ương                      | Bộ trưởng Bộ Nông nghiệp                                                                 | 2/1989-6/1991     |                                                                                   |                   |                                      |
| 117 | Nguyễn Tấn Trịnh     |                                                        | Bộ trưởng Bộ Thủy sản                                                                    |                   | Bộ trưởng Bộ Thủy sản                                                             | 12/1986-6/1991    |                                      |
| 118 | Lê Văn Triết         |                                                        | Thứ trưởng Bộ cơ khí và luyện kim                                                        |                   | Thứ trưởng Bộ cơ khí và luyện kim                                                 | 12/1986-6/1991    |                                      |
| 119 | Đàm Quang Trung      |                                                        | Tư lệnh Quân khu 1                                                                       |                   | Phó Chủ tịch Hội đồng Nhà nước                                                    | 2/1987-6/1991     |                                      |
| 120 | Nguyễn Ký Ức         |                                                        | Bí thư Tỉnh ủy Cửu Long                                                                  |                   | Bí thư Tỉnh ủy Cửu Long                                                           | 12/1986-5/1989    |                                      |
| 121 | Đoàn Thanh Vỵ        |                                                        |                                                                                          |                   |                                                                                   | 12/1986-6/1991    |                                      |
| 122 | Đậu Ngọc Xuân        |                                                        | Phó Chủ nhiệm Ủy ban Kế hoạch Nhà nước                                                   |                   | Bộ trưởng, Chủ nhiệm Ủy ban Kế hoạch Nhà nước                                     | 3/1988-2/1989     |                                      |
| 123 | Nguyễn Trọng Xuyên   |                                                        | Tư lệnh Quân khu 3                                                                       |                   | Thứ trưởng Bộ Quốc phòng, Chủ nhiệm Tổng cục Hậu cần                              | 6/1988-6/1991     |                                      |
| 124 | Lê Danh Xương        |                                                        | Bí thư Thành ủy Hải Phòng                                                                |                   | Bí thư Thành ủy Hải Phòng                                                         | 12/1986-6/1991    |                                      |
| 125 | Lê Huy Ngọ           |                                                        | Bí thư Tỉnh ủy Thanh Hóa                                                                 |                   | Bí thư Tỉnh ủy Thanh Hóa                                                          | 3/1989-6/1991     | Ủy viên Trung ương từ tháng 3/1989   |
| 126 | Nông Đức Mạnh        |                                                        | Bí thư Tỉnh ủy Bắc Thái                                                                  |                   | Trưởng Ban Dân tộc Trung ương                                                     | 8/1989-6/1991     | Ủy viên Trung ương từ tháng 3/1989   |
| 127 | Trương Mỹ Hoa        |                                                        | Phó Chủ tịch Hội Liên hiệp Phụ nữ Việt Nam                                               |                   | Phó Chủ tịch Hội Liên hiệp Phụ nữ Việt Nam                                        | 4/1989-6/1991     | Ủy viên Trung ương từ tháng 4/1989   |
| 128 | Nguyễn Văn Tư        |                                                        | Chủ tịch Tổng Liên đoàn Lao động Việt Nam                                                |                   | Chủ tịch Tổng Liên đoàn Lao động Việt Nam                                         | 8/1989-6/1991     | Ủy viên Trung ương từ tháng 8/1989   |
| 129 | Nguyễn Hà Phan       |                                                        | Bí thư Tỉnh ủy tỉnh Hậu Giang                                                            |                   | Bí thư Tỉnh ủy tỉnh Hậu Giang                                                     | 4/1990-6/1991     | Ủy viên Trung ương từ tháng 4/1990   |
| 130 | Nguyễn Nhiêu Cốc     |                                                        | Chủ tịch Ủy ban Nhân dân Tỉnh Hà Sơn Bình                                                |                   | Chủ tịch Ủy ban Nhân dân Tỉnh Hà Sơn Bình                                         | 8/1990-6/1991     | Ủy viên Trung ương từ tháng 8/1990   |
| 131 | Đặng Xuân Kỳ         |                                                        | Viện trưởng Viện Nghiên cứu chủ nghĩa Mác-Lênin và tư tưởng Hồ Chí Minh                  |                   | Viện trưởng Viện Nghiên cứu chủ nghĩa Mác-Lênin và tư tưởng Hồ Chí Minh           | 8/1990-6/1991     | Ủy viên Trung ương từ tháng 8/1990   |

## Ủy viên dự khuyết
| STT | Họ và tên                     |
| --- | ----------------------------- |
| 1   | Đỗ Văn Ân                     |
| 2   | Nguyễn Bá                     |
| 3   | Phạm Văn Bính                 |
| 4   | Vũ Trọng Cảnh                 |
| 5   | Nguyễn Nhiêu Cốc (đến 8/1990) |
| 6   | Trần Quang Cơ                 |
| 7   | Phạm Như Cương                |
| 8   | Nguyễn Tấn Dũng               |
| 9   | Hà Đăng                       |
| 10  | Phan Xuân Đợt                 |
| 11  | Trần Thị Đường                |
| 12  | Nguyễn Bình Giang             |
| 13  | Phạm Minh Hạc                 |
| 14  | Trương Mỹ Hoa (đến 4/1989)    |
| 15  | Nguyễn Hòa                    |
| 16  | Nguyễn Thế Hữu                |

| STT | Họ và tên                   |
| --- | --------------------------- |
| 17  | Cao Sĩ Kiêm                 |
| 18  | Đặng Xuân Kỳ (đến 8/1990)   |
| 19  | Nguyễn Xuân Kỷ              |
| 20  | Đinh Văn Lạp                |
| 21  | Ngô Xuân Lộc                |
| 22  | Nguyễn Duy Luân             |
| 23  | Trần Lum                    |
| 24  | Nông Đức Mạnh               |
| 25  | Nguyễn Thị Minh             |
| 26  | Nguyễn Thị Xuân Mỹ          |
| 27  | Hoàng Đức Nghi              |
| 28  | Lê Huy Ngọ (đến 3/1989)     |
| 29  | Nguyễn Trọng Nhân           |
| 30  | Nguyễn Hà Phan (đến 4/1990) |
| 31  | Lâm Phú                     |
| 32  | Ama Pui                     |

| STT | Họ và tên                  |
| --- | -------------------------- |
| 33  | Lò Văn Puốn                |
| 34  | Trần Hồng Quân             |
| 35  | Đỗ Quốc Sam                |
| 36  | Lê Tài                     |
| 37  | Nguyễn Thị Tâm             |
| 38  | Đặng Văn Thân              |
| 39  | Phan Thu                   |
| 40  | Phan Văn Tiệm              |
| 41  | Hà Học Trạc                |
| 42  | Nguyễn Đức Triều           |
| 43  | Trương Vĩnh Trọng          |
| 44  | Đỗ Quang Trung             |
| 45  | Hà Xuân Trường             |
| 46  | Lê Xuân Tùng               |
| 47  | Nguyễn Văn Tư (đến 8/1989) |
| 48  | Nguyễn Thị Hồng Vân        |
| 49  | Nguyễn Chí Vu              |

## Ủy viên Bộ Chính trị
- Ủy viên chính thức:

1. Nguyễn Văn Linh (Tổng Bí thư)
2. Phạm Hùng (mất tháng 3 năm 1988)
3. Võ Chí Công
4. Đỗ Mười
5. Võ Văn Kiệt
6. Lê Đức Anh
7. Nguyễn Đức Tâm
8. Nguyễn Cơ Thạch
9. Đồng Sĩ Nguyên
10. Trần Xuân Bách (đến tháng 3 năm 1990)
11. Nguyễn Thanh Bình
12. Đoàn Khuê
13. Mai Chí Thọ
14. Đào Duy Tùng (từ tháng 5 năm 1988).

- Ủy viên dự khuyết:

1. Đào Duy Tùng (đến tháng 5 năm 1988).

## Ban Bí thư
1. Nguyễn Văn Linh (Tổng Bí thư)
2. Nguyễn Đức Tâm
3. Trần Xuân Bách (đến tháng 3 năm 1990)
4. Đào Duy Tùng
5. Trần Kiên
6. Lê Phước Thọ
7. Nguyễn Quyết
8. Đàm Quang Trung
9. Vũ Oanh
10. Nguyễn Khánh
11. Trần Quyết
12. Trần Quốc Hương
13. Phạm Thế Duyệt
14. Nguyễn Thanh Bình (bổ sung từ tháng 10 năm 1988)